# Гомонов Сергій Анатолійович
Сергій Гомонов (біл. Сяргей Гоманаў, нар. 29 червня 1961 — пом. 19 вересня 2010) — радянський та білоруський футболіст, захисник, тренер.

## Кар'єра гравця
Вихованець ДЮСШ «Трудові резерви» (Мінськ). У 1979 р. мінчанин Гомоном прийшов в «Динамо» (Брест). У команді провів 3 сезони, після чого повернувся до Мінська.
Був у складі «Динамо» (Мінськ), яке стало чемпіоном СРСР 1982 року. Однак на полі жодного разу не з'являвся. У 1983 році перейшов до «Дніпра» (Могильов), яке виступало в 1-й лізі (з 1984 — у 2-й лізі).
У 1987 році повернувся в «Динамо» і на цей раз вже гравцем основи. Уболівальникам запам'ятався далекими вкиданнями м'яча з ауту.
У сезоні 1987/88 років дебютував в єврокубках, загалом у євротурнірах провів 9 ігор.
Після розпаду СРСР грав у першості Білорусі за «Металург» (Молодечно). Потім виступав у грузинському клубі Амірані.
У середині сезону 1992/93 років перейшов у клуб вищої ліги чемпіонату України «Темп» (Шепетівка). У складі шепетівського клубу дебютував 7 жовтня 2010 року у переможному (2:1) домашньому поєдинку 1/16 фіналу кубку України проти чернівецької «Буковини». Сергій вийшов на поле на 46-й хвилині, замінивши Віталія Балюка.
Перший матч у національному чемпіонаті за «Темп» зіграв 10 жовтня 1992 роки (13-й тур, перша ліга чемпіонату України). Гомонов вийшов на поле на 49-й хвилині матчу, замінивши Василя Дьогтєва, а на 63-й хвилині відзначився голом, який у підсумку приніс перемогу «Темпу» з рахунком 1:0. У клубі відіграв 2 роки, за цей час у чемпіонаті України зіграв 76 матчів та відзначився 3 голами. Ще 11 матчів (1 гол) зіграв у футболці «Темпу» в кубку України. Після цього повернувся до Білорусі.
Наприкінці кар'єри виступав за МПКЦ, «Мозир» та «Ведрич-97».

## Кар'єра тренера
Після завершення кар'єри гравця Гомонов працював тренером мінської «Зірки-БДУ». У 2005 був в. о. головного тренера клубу, при ньому клуб провів 12 матчів, 2 з яких — звів внічию, а решту програв.
З 2010 року й до власної смерті очолював клуб першої ліги «Ведрич-97».

## Досягнення
- Білоруська футбольна вища ліга
  -  Чемпіон (1): 1996

- Кубок Білорусі
  -  Володар (1): 1995/96